# Kodeks 0109
Kodeks 0109 (Gregory-Aland no. 0109), ε 52 (Soden) – grecki kodeks uncjalny Nowego Testamentu na pergaminie, paleograficznie datowany na VII wiek. Rękopis przechowywany jest w Staatliche Museen zu Berlin (P. 5010) w Berlinie.

## Opis
Do dziś zachowały się dwie karty kodeksu (17 na 15 cm) z tekstem Ewangelii Jana (16,30-17,9; 18,31-40). Tekst pisany jest jedną kolumną na stronę, 22 linijek w kolumnie.
Tekst dzielony jest według Sekcji Ammoniusza z odniesieniami do Kanonów Euzebiusza.

## Tekst
Tekst kodeksu reprezentuje mieszaną tradycję tekstualną. Kurt Aland zaklasyfikował go do kategorii III.

## Historia
Gregory datował rękopis na VII lub VIII wiek. Obecnie INTF datuje kodeks na VII wiek.
C.R. Gregory widział kodeks w 1903 roku. Pierwotnie oznaczył go przy pomocy siglum Tab, natomiast w 1908 roku dał mu siglum 0109. A.H. Salonius badał kodeks i opisał go w 1927 roku.